# 11796 Nirenberg
11796 Nirenberg (1980 DS4) là một tiểu hành tinh vành đai chính được phát hiện ngày 21 tháng 2 năm 1980 bởi L. G. Karachkina ở Đài vật lý thiên văn Crimean.